# Jin Jin și patrula panda
Jin Jin și Patrula Panda (în engleză Jin Jin and the Panda Patrol, în germană Jin Jin Panda und die-Patrouille, în chineză: 熊猫 京 京; pinyin: Xióngmāo jīng jīng) este un desen animat, vorbește despre aventurile micului urs pe nume Jin Jin. El este însoțit de un papagal, o maimuță și un câine dingo. Împreună se luptă cu doi criminali care doresc să vândă urși Panda.
In anul 2001, când Disney a cumpărat Fox Kids Worldwide, acesta a devenit proprietarul librăriei Fox Kids, care include totodată, conținutul de la Saban Entertainment. Însa conținutul nu este disponibil pe Disney+.

## Plot
Jin Jin este o panda care trăiește în Pandaland. Casa lui se termină distrusă de Grimster, un ticălos al doctorului rău Mania. Dr. Mania intenționează să regreseze Pământul înapoi în vremurile sale primitive, înainte ca oamenii să se fi dezvoltat peste părți ale naturii. Acum, Jin Jin călătorește pentru a opri complotul dr. Maniac, pentru a găsi Noua Pandaland, și chiar a salva unele specii pe cale de dispariție de-a lungul drumului.

## Caractere
- Jin Jin - Protagonistul principal al serialului. Jin Jin este o panda din Pandaland, a cărei casă se termină distrusă de Grimster și Jin Jin, care se termină separat de familia sa. Jin Jin se află într-o călătorie pentru a găsi New Pandaland în timp ce evită slujitorii Dr. Mania.
- Rudy Redbone - Un câine de karate care se împrietenește cu Jin Jin.
- Benji - o maimuță care se împrietenește cu Jin Jin.
- Parrot - Un papagal care se împrietenește Jin Jin.
- Dr. Mania - Antagonistul principal al seriei. Este un om de știință nebuncare intenționează să regreseze Pământul înapoi în vremurile sale primitive. Datorită faptului că Jin Jin și-a contracarat planurile, dr. Mania se termină cu o recompensă pe Jin Jin pentru a scăpa de el.
- Grimster - Omul lui Mania.

- Hopper - Un "manoper" care a fost creat de Dr. Mania care a folosit o mașină și produse chimice pe un lăcustă. Este expert în toate artele marțiale și stăpânul oricărei arme cunoscute de omenire.

## Principalii actori de voce
- Susan Blu
- Steve Bulen - Ponurak
- Barbara Goodson - Jin Jin
- Steve Kramer - Dr. Mania
- Dave Mallow - Rudy Redbone, Squawk, Mugsy Wolf
- Michael McConnohie
- Michael Sorich

### Voci suplimentare
- Ann Anderson
- Robert Axelrod - Profesor Know-A-Lot
- Edwin Cook
- Linda Cook
- Henry Crowell
- Melissa Fahn
- Eddie Frierson
- Brendan McKane
- Randall Montgomery
- Sharon Noble
- Joshua Seth
- Brianne Siddall
- Kirk Thornton

## Echipaj
- Robert V. Barron - Scriitor
- Eric S. Rollman - producător executiv
- Doug Stone - director de voce, producator
- David Walsh - inginer ADR